# Oiã
Oiã ist eine Kleinstadt und eine Gemeinde in Portugal. Sie gilt als einzige Gemeinde in Portugal, deren Name nur aus Vokalen besteht.
Überregional bekannt ist die Kartbahn Kartódromo de Oiã, auf der auch Kart- und Rallye-Wettbewerbe veranstaltet werden.

## Geschichte
Die früheste Erwähnung der Ortschaft stammt aus dem Jahr 1220, noch als Oyana.
1989 wurde Oiã zur Vila (Kleinstadt) erhoben.

## Verwaltung
Oiã ist Sitz einer gleichnamigen Gemeinde (Freguesia) im Kreis (Concelho) von Oliveira do Bairro, im Distrikt Aveiro. In ihr leben 7862 Einwohner auf einer Fläche von 26 km² (Stand 19. April 2021).
Folgende Ortschaften liegen in der Gemeinde Oiã:
- Águas Boas
- Carris
- Giesta
- Malhapão Rico
- Oiã
- Pedreira (in Teilen zur Gemeinde Palhaça)
- Perrães
- Rego
- Silveira
- Silveiro

## Verkehr
Oiã liegt mit eigenem Bahnhof an der wichtigsten Eisenbahnstrecke des Landes, der Linha do Norte von Lissabon nach Porto.
Über die Nationalstraße N235 ist Oiã mit der 5 km nördlich gelegenen Anschlussstelle Nr. 15 (Aveiro Sul) der Autobahn A1, und mit der 5 km südlich liegenden Kreisstadt Oliveira do Bairro verbunden.
Die städtische Kleinbuslinie der TOB (Transportes de Oliveira do Bairro) verbindet die Gemeinde werktags mit der Kreisstadt Oliveira do Bairro.